# Rhadinus turkestanicus
Rhadinus turkestanicus là một loài ruồi trong họ Asilidae. Rhadinus turkestanicus được Lehr miêu tả năm 1984. Loài này phân bố ở vùng Cổ Bắc giới.